# Hemimycena
Геміміцена (Hemimycena) — рід грибів родини Tricholomataceae. Назва вперше опублікована 1938 року.
В Україні зустрічаються Геміміцена тоненька (Hemimycena delectabilis) та Геміміцена молочно-біла (Hemimycena lactea).

## Галерея

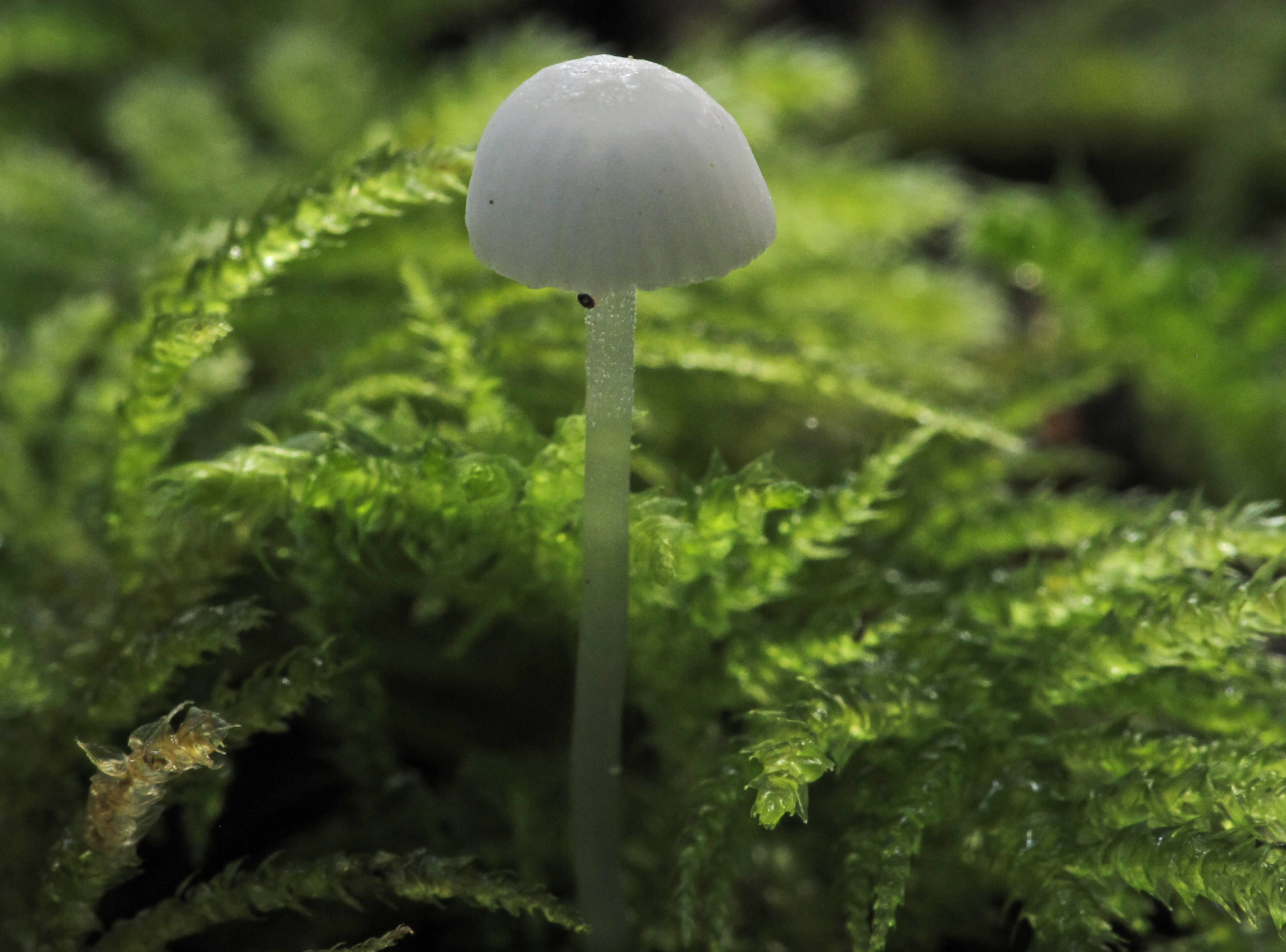
Hemimycena delectabilis
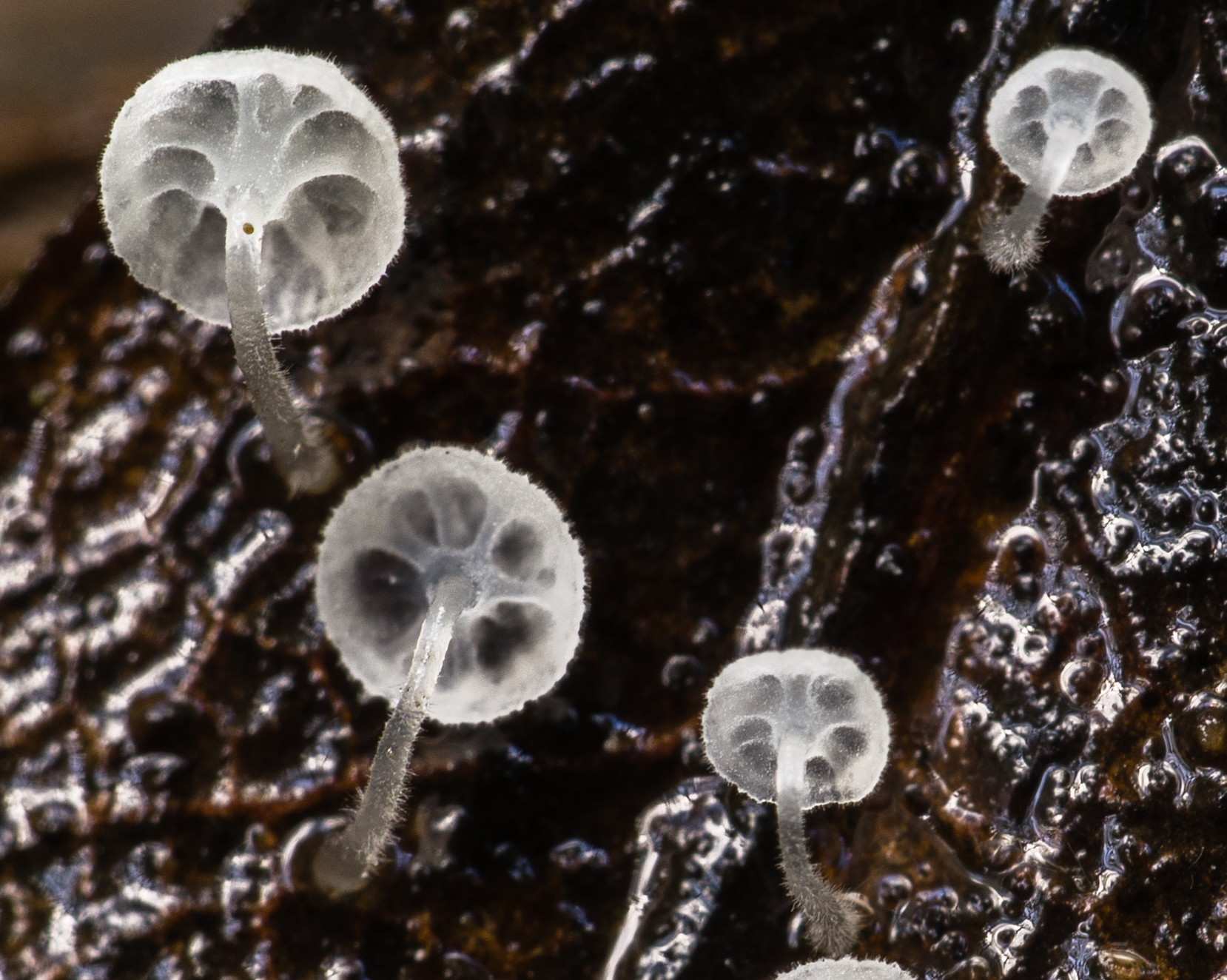
Hemimycena hirsuta
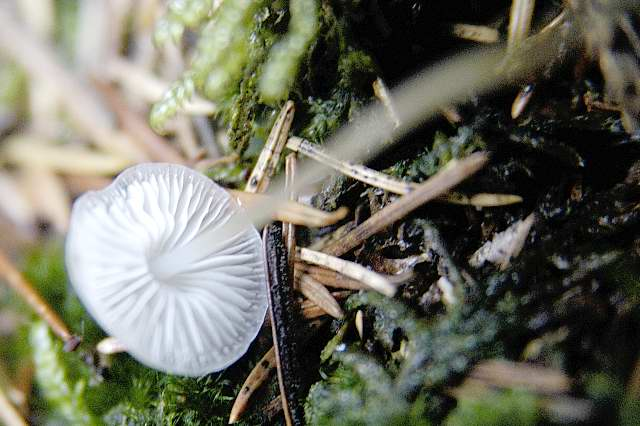
Hemimycena pseudolactea
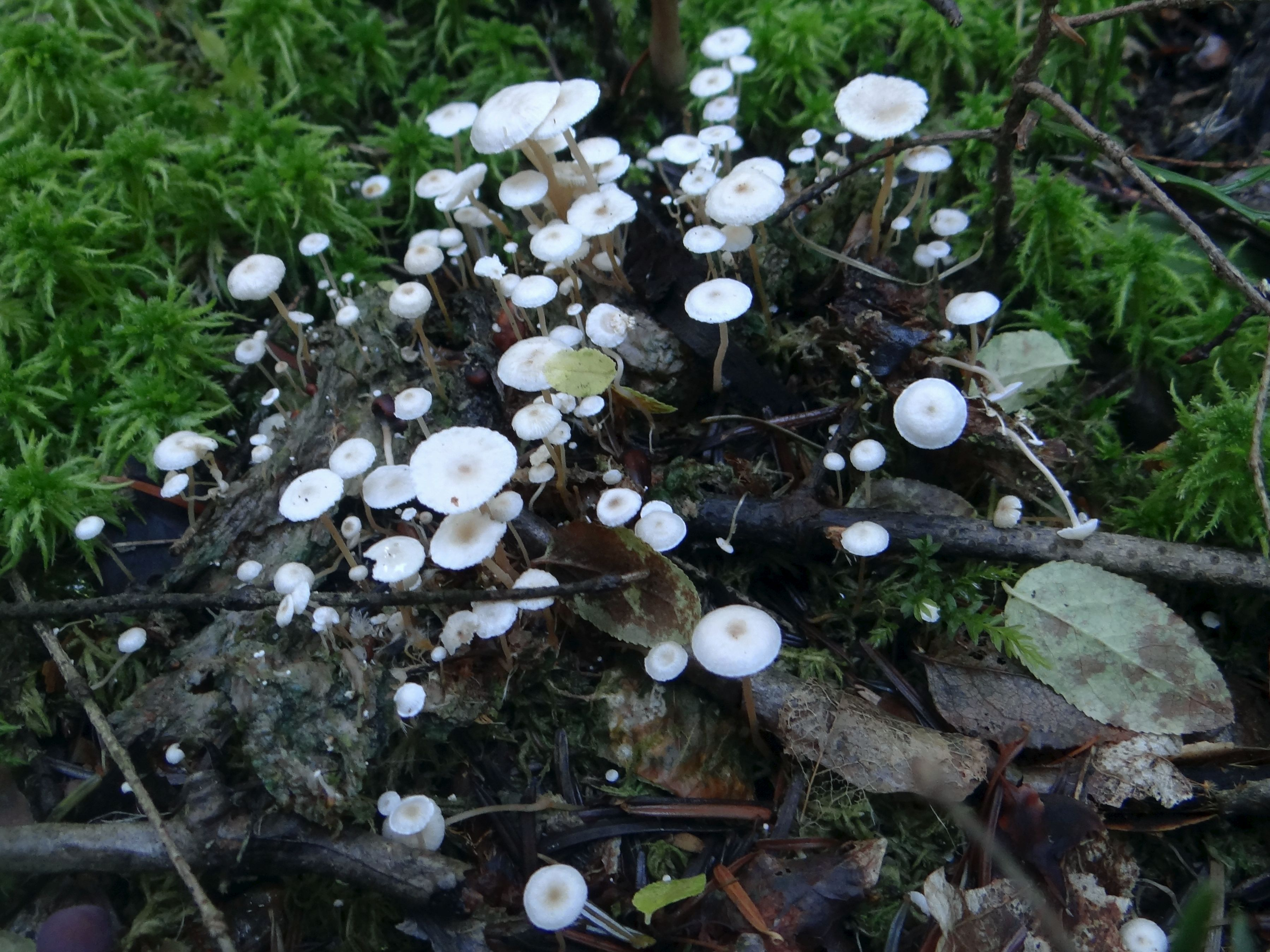
Hemimycena lactea